# Himno Istmeño

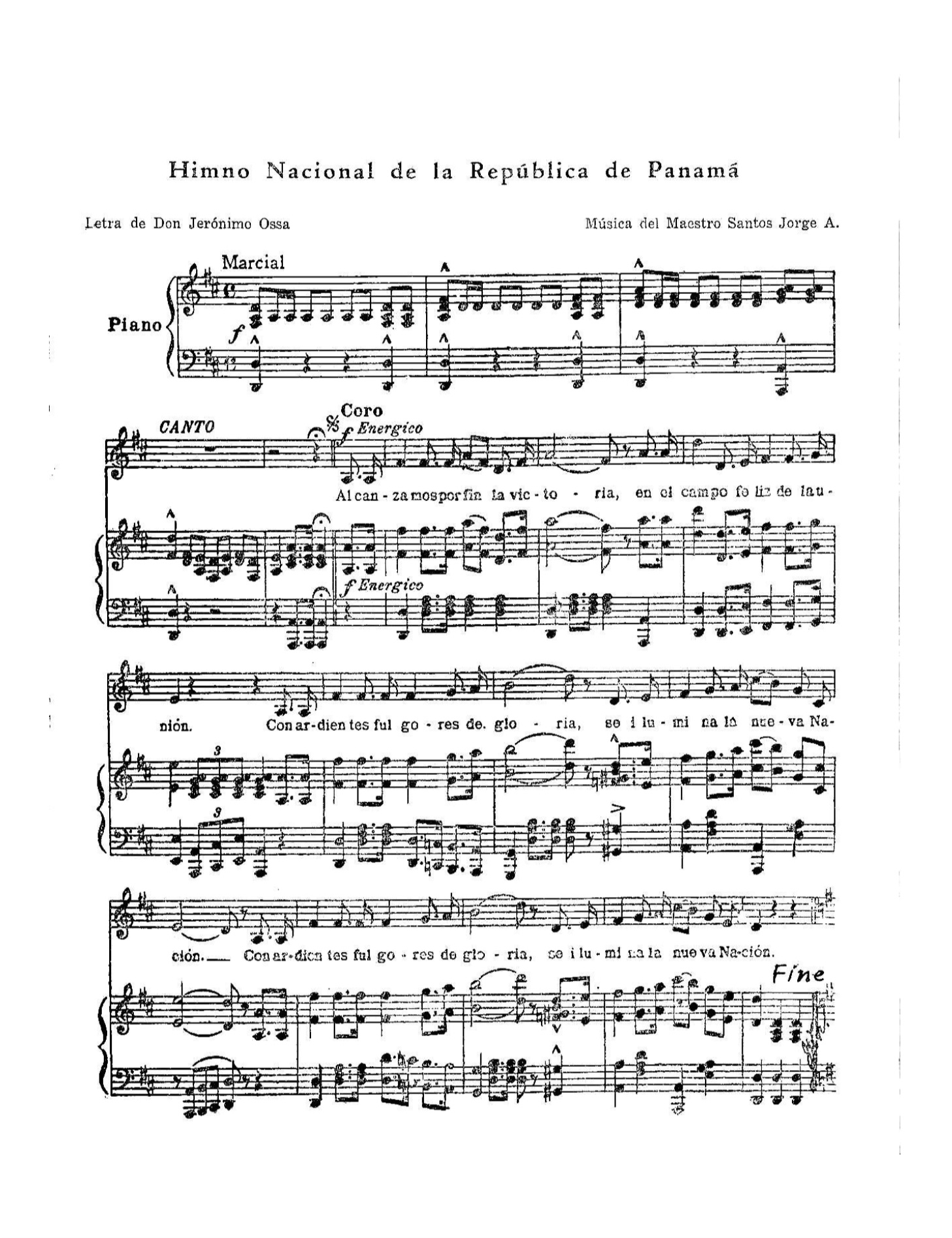

Himno Istmeño (Hymne de l'isthme) est l'hymne national du Panama. Adopté en 1925, les paroles sont dues au Dr. Jeronimo de la Ossa (1847-1907) et la musique fut composée par Santos Jorge (1870-1941).
En temps normal, le refrain, les strophes I et II puis à nouveau le refrain sont chantés. L'intégralité de l'hymne n'est joué que lors de certains événements à caractère national.

## Texte en espagnol
CHORUS

Alcanzamos por fin la victoria

En el campo feliz de la unión;

Con ardientes fulgores de gloria

Se ilumina la nueva nación.  (2 dernières lignes x2)
Atteignons enfin la victoire

Dans le champ bienheureux de l'union;

Que les feux ardents de la gloire

Illuminent la nation nouvelle.

At last we reached victory

In the joyous field of the union;

With ardent fires of glory

A new nation is alight.
Es preciso cubrir con un velo

Del pasado el calvario y la cruz;

Y que adorne el azul de tu cielo

De concordia la espléndida luz.
It is necessary to cover with a veil

The past times of Calvary and cross;

Let now the blue skies be adorned with

The splendid light of the concord.
El progreso acaricia tus lares.

Al compás de sublime canción,

Ves rugir a tus pies ambos mares

Que dan rumbo a tu noble misión.
Progress caresses your path.

To the rhythm of a sublime song,

You see both your seas roar at your feet

Giving you a path to your noble mission.
(Chorus)
En tu suelo cubierto de flores

A los besos del tibio terral,

Terminaron guerreros fragores;

Sólo reina el amor fraternal.
In your soil covered with flowers

To the kisses of the warm clouds of dust,

Warrior roars have ceased;

Only fraternal love reigns.
Adelante la pica y la pala,

Al trabajo sin más dilación,

Y seremos así prez y gala

De este mundo feraz de Colón.
Ahead the shovel and pick,

At work without any more dilation,

and we will be as such at work and gala

of this fruitful world of Columbus.

(Chorus)